# Бърз мангобей
Бързият мангобей (Cercocebus galeritus), също качулато мангабе, е вид бозайник от семейство Коткоподобни маймуни (Cercopithecidae). Видът е застрашен от изчезване.

## Разпространение и местообитание
Разпространен е в Кения.